# Antíoco VI Dioniso
Antíoco VI Dioniso de la dinastía seléucida, fue rey de Siria entre 145 a. C.-142 a. C. Hijo de Alejandro Balas, fue proclamado rey siendo un niño por el general Diodoto, comandante militar de Apamea, que se rebeló contra Demetrio II Nicátor. Sin embargo, no llegó a gobernar, porque fue una mera herramienta de Diodoto, que actuó como regente. El país quedó dividido en dos: la Siria mediterránea para Antíoco VI, y Cilicia, Mesopotamia y Babilonia para Demetrio II.
En 142 a. C. fue depuesto y presumiblemente asesinado por Diodoto, que le sucedió con el nombre de Diodoto Trifón, haciendo circular la noticia de que su antecesor sufría una enfermedad interna que hacía necesaria una operación, para cubrir la circunstancia del asesinato.